# Nambu Tipo 90
La Nambu Tipo 90 era una pistola de bengalas japonesa, diseñada por Kijirō Nambu. Fue empleada por la Armada Imperial Japonesa y tuvo dos variantes, con tres y con dos cañones.

## Historia y desarrollo
El número de su designación corresponde a los últimos dos dígitos de su año de adopción, 2590 (1930), según el calendario japonés. Inicialmente fue producida con tres cañones, con una producción total de menos de 6.000 unidades. La Tipo 90 Primer Modelo (producida a inicios de la década de 1930), estaba pavonada y tenía un buen acabado, mientras que la Tipo 90 Segundo Modelo (producida entre mediados de la década de 1930 y mediados de la década de 1940) tenía un pavonado de menor calidad para acelerar la producción. La Tipo 90 Tercer Modelo (producida durante las últimas etapas de la Segunda Guerra Mundial) fue simplificada y fabricada con dos cañones para facilitar su producción.
Sus cañones eran de acero y estaban pavonados, mientras que su armazón estaba pintado con una laca negra. La palanca del seguro estaba situada en el lado izquierdo del armazón y tenía dos posiciones: "Fuego" arriba y "Seguro" abajo. El cañón que dispararía era seleccionado mediante una palanca situada encima del cierre: a la izquierda para el cañón izquierdo, a la derecha para el cañón derecho y al centro para el cañón central; en el modelo con dos cañones, la posición central actuaba como un seguro adicional.
El color de la bengala que disparaba cada cañón era indicado por calcomanías rectangulares. En la versión con tres cañones, el cañón derecho llevaba una calcomanía verde, el cañón central llevaba una calcomanía blanca y el cañón izquierdo llevaba una calcomanía amarilla con una línea roja al centro (bengalas rojas o amarillas). Las bengalas blancas eran empleadas para iluminación al atardecer y durante la noche, mientras que el proyectil fumígeno era empleado para crear cortinas de humo negro y las bengalas de colores servían para señalización. Los casquillos de sus cartuchos estaban hechos de cartón y tenían una base de latón o acero.
La Tipo 90 de la Armada Imperial Japonesa es más escasa que la Tipo 10 del Ejército Imperial Japonés por varias razones. En primer lugar, se produjo en menor cantidad que el modelo del Ejército. En segundo lugar, eran usualmente suministradas a buques y aviones navales, perdiéndose cuando estos eran hundidos o derribados. En tercer lugar, los soldados e infantes de marina estadounidenses que hallaban pistolas de bengalas en el campo de batalla solían desecharlas, porque no eran consideradas tan valiosas como pistolas, fusiles, bayonetas o espadas.      